# Sigillo della Mauritania
Il sigillo della Mauritania è stato adottato nell'aprile 1959, mentre l'attuale versione è stata adottata il 28 novembre 2018.

## Descrizione
Il sigillo forma circolare ed è basato sulla bandiera della Mauritania, che costituisce la parte centrale del sigillo stesso. I colori della parte centrale del sigillo sono quindi verde e oro, considerati i colori del Panafricanismo. Il verde è anche il colore dell'Islam, mentre l'oro simboleggia la sabbia del deserto del Sahara. La crescente e la stella presenti sono altri simboli islamici. Sovrapposti alla crescente, in bianco, vi sono una palma e una spiga di miglio o mais. Sui bordi del circolo è presente la dicitura "Repubblica islamica di Mauritania" in due lingue, arabo (superiore) e francese (inferiore), in verde su sfondo bianco.

Sigillo della Mauritania dal 1º aprile 1959 al 28 novembre 2018

Dal 28 novembre 2018 il cerchio esterno è stato reso rosso, per combaciare con la nuova bandiera della Mauritania, ed indica il sangue versato da coloro che hanno lottato per l'indipendenza del Paese.